# Ontophylogenèse
L’ontophylogènèse est une théorie regroupant évolution des espèces (phylogenèse) et développement de l’individu (ontogenèse).
Alors que les disciplines qui concernent l’espèce (sciences de l’évolution, phylogenèse, etc.) et celles qui fournissent des modèles explicatifs, fonctionnels et organiques, de l’individu (embryologie, physiologie, ontogénèse, etc.) sont considérées comme référées à des phénomènes et des objets aux causes distinctes, cette théorie visant à unifier la biologie considère que ces deux types de disciplines résultent d’un unique processus de sélection naturelle étendue.
Ce concept développé entre autres par Jean-Jacques Kupiec à partir des années 1980 conteste le déterminisme génétique et introduit le hasard dans le fonctionnement des cellules vivantes. Des expériences ont montré que l'expression des gènes (leur  transcription en ARN puis traduction en protéines) est souvent aléatoire : les gènes ne s'expriment pas de la même façon dans des cellules contenant des gènes identiques et leur expression peut changer au cours du temps dans une cellule. En 2020, une étude publiée dans la revue Science, est considérée comme venant conforter la thèse soutenue depuis les années 80 par Kupiec.